# Toxostoma curvirostre
Toxostoma curvirostre е вид птица от семейство Mimidae. Видът е незастрашен от изчезване.

## Разпространение
Разпространен е в Мексико и САЩ.